# أليكسي كولباكوف
أليكسي كولباكوف (من مواليد 27 ديسمبر 1979 في غوميل) هو حكم كرة قدم بيلاروسي، مرخص من قبل الفيفا وحكم المجموعة الأولى في الاتحاد الأوروبي لكرة القدم. وهو المسؤول البيلاروسي الوحيد الذي يشارك بانتظام في مرحلة المجموعات من منافسات أندية اليويفا.